# الونزة
الونزة هي مدينة في ولاية تبسة في أقصى شرق الجزائر؛ بالقرب من الحدود مع تونس؛ تقع على بعد 43 كم جنوب سوق أهراس؛ وغرب مداوروش.
بنيت الونزة من قبل المستعمر الفرنسي في بدايات القرن العشرين عندما اكتشف ما بها من ثروة الحديد واستقطب العمال، ومن أشهر أحيائها: حي البياضة القديمة، حي ابن باديس، حي الجبل، الحي المركزي وحي الأمل، وهذا الأخير يعتبر من أكبر أحياء المدينة.
وتزخر الونزة بعدّة كفاءات علمية وثقافية ورياضية في شتى المجالات، مثل أولمبي الونزة الرياضي (كرة القدم)، مولودية الونزة (كرة اليد)، ملحقة المكتبة الرئيسية للمطالعة العمومية، وكذا الملحقة للمكتبة الوطنية. لكنها تفتقر لعدة مرافق ضرورية وجمعيات محلية وينقصها اهتمام السلطات.
ويوجد بالونزة أيضا المؤسسة الوطنية للآلات FAMOS حيث تقوم بإنتاج الآلات الحادة وتسيرها إطارات وكفاءات من مدينة الونزة وكذا من مناطق أخرى.

## التركيبة السكانية
يبلغ عدد سكانها 52,000 نسمة. من الناحية العرقية، تستقطب المدينة سكانها من المناطق المحيطة المتنوعة، بما في ذلك سوق أهراس والطورة وعنابة وقالمة وتبسة والشريعة والمرج وعين الزرقة ومسكيانة وغيرها.

## أعلام
- علي غديري